# District de Youjiang
Le district de Youjiang (右江区 ; pinyin : Yòujiāng Qū, zhuang: Dahgvaz Gih) est une subdivision administrative de la région autonome du Guangxi en Chine. Il est placé sous la juridiction de la ville-préfecture de Baise.

## Démographie
La population du district était de 320 100 habitants en 2010,dont 73.55 % de Zhuang, groupe ethnique principalement concentré dans cette région.